# Wymore (Nebraska)
Wymore je grad u američkoj saveznoj državi Nebraska. Prema popisu stanovništva iz 2010. u njemu je živjelo 1,457 stanovnika.